# Rodobens
Rodobens é um grupo empresarial brasileiro dos setores automotivo, financeiro e imobiliário,
estando entre os 100 maiores grupos empresariais do pais.

## História
Entre 1941 e 1947 o jovem empreendedor Waldemar de Oliveira Verdi era conhecido como o rei do Algodão, na região de São José do Rio Preto, interior de São Paulo e devido a uma praga que acabou com 90% das plantações de algodão de sua propriedade, decidiu mudar de ramo e em 1949, ao lado de um amigo, fundou a Toledo & Cia Ltda, concessionária de veículos Studebaker que, em seguida, passou a ser parceiro exclusivo Mercedes-Benz e transformou-se em Cirasa, dando assim início ao então Grupo Verdi que, desde 2003, passou a chamar Empresas Rodobens. Aos poucos, os negócios foram crescendo e, junto do filho Waldemar Verdi Jr., em 1966, fundou a Rodobens Consórcio.
Desde que foram criadas, as Empresas Rodobens se consolidaram nos setores automotivo e financeiro. A Rodobens foi criada em junho de 2010 e atua no mercado com sete unidades de negócios: Banco Rodobens, Rodobens Consórcio, Rodobens Corretora de Seguros e Rodobens Leasing & Locação.Rodobens Automóveis, Rodobens Veículos Comerciais  e Rodobens Seminovos. 
Fundada há mais de 20 anos, a Rodobens Negócios Imobiliários, atua em todo o território nacional com empreendimentos nos segmentos popular, supereconômico e econômico e desde janeiro de 2007, com capital aberto.
No mercado internacional, atreladas à Rodobens Negócios Internacionais, está a Rodobens Plan de Ahorro, empresa que administra consórcio internacional na Argentina, onde oferece planos de consórcio de automóveis e caminhões. Por meio da Rodobens Vehiculos, Fangio Concesionarios e Rodobens Rental Truck, a corporação atua como distribuidor na Argentina, onde mantém cinco concessionárias para a venda de caminhões da marca alemã no mercado local. Além disso, mantém terminais de carga em Santiago, no Chile. 
A Rodobens Comunicação Empresarial, criada em 1996, é especializada em soluções eletrônicas de comunicação corporativa.
Consciente de sua responsabilidade socioambiental, a companhia criou o Instituto Rodobens, por meio do qual desenvolve programas educacionais e ambientais.

## Prêmios
- Melhores Empresas Para Trabalhar - Revista Você S/A  2019 - a Rodobens figurou entre as 150 Melhores Empresas Para Trabalhar, ranking elaborado pela revista Você S/A em parceria com a Fundação Instituto Administração (FIA).
- Melhores Empresas Para Trabalhar - Revista Você S/A  2018 - a Rodobens figurou entre as 150 Melhores Empresas Para Trabalhar, ranking elaborado pela revista Você S/A em parceria com a Fundação Instituto Administração (FIA).
- Top Of Mind 2009 - Jornal Bom dia: Sr. Waldemar de Oliveira Verdi - 1º lugar com o prêmio TOP OF MIND – Melhores & Cia, na categoria Empreendedor do Ano
- 11ª Edição do Prêmio Ernst & Young Empreendedor[17] do Ano Sr. Waldemar de Oliveira Verdi - Prêmio na categoria Master como Empreendedor do Ano 2009. Tal premiação fez com que o Sr. Waldemar representasse o Brasil na etapa mundial do prêmio.
- Top Of Mind 2010 - Melhores & Cia: Sr. Waldemar de Oliveira Verdi - 1º lugar com o prêmio TOP OF MIND – Melhores & Cia, na categoria Empreendedor do Ano 2010
- Prêmio Internacional Arco Europa[18]: Empresas Rodobens ganhou o prêmio na categoria Ouro, no ano de 2011.
- Prêmio Empreendedor Brasil 2011[19]: 5ª Edição - Categoria Pioneirismo e Inovação: Empresas Rodobens
- 5ª Edição -  Executivos Empreendedores[20]: Waldemar de Oliveira Verdi e Waldemar de Oliveira Verdi Jr.
- Prêmio Amigo do Esporte 2011[21]: Empresas Rodobens recebeu uma homenagem no Prêmio Amigo do Esporte, por sua adesão à lei de Incentivo ao Esporte no ano de 2010.
- Prêmio Amigo do Esporte 2012[22]: Empresas Rodobens recebeu uma homenagem no Prêmio Amigo do Esporte, por sua adesão à lei de Incentivo ao Esporte no ano de 2011.

## Empresas e Instituições
- Rodobens Automóveis
- Banco Rodobens
- Rodobens Veículos Comerciais
- Rodobens Comunicação Empresarial
- Rodobens Consórcio
- Rodobens Corretora de Seguros
- Rodobens Leasing & Locação
- Rodobens Negócios Imobiliários
- Rodobens Negócios Internacionais
- Rodobens Seminovos
- Instituto Rodobens